# Anja Würzberg-Wollermann
Anja Würzberg-Wollermann (* 1970) ist eine deutsche Journalistin und Medienmanagerin. Seit 2021 verantwortet sie die publizistischen Kulturangebote des Norddeutschen Rundfunks NDR Kultur auf allen Ausspielwegen als Programmbereichsleiterin Kultur. Zuvor war sie Programmchefin des Radioprogramms NDR Kultur.

## Leben und Ausbildung
Anja Würzberg wuchs als Pfarrerstochter in Nordrhein-Westfalen auf und legte früh den Grundstein für ihr Interesse an Kultur und Religion. Nach dem Abitur und einem USA-Aufenthalt studierte sie Evangelische Theologie und Journalistik in Bielefeld, Bochum und Dortmund. Im Rahmen ihres Studiums absolvierte sie ein Programmvolontariat beim Westdeutschen Rundfunk (WDR) in Köln. Anja Würzberg lebt mit ihrem Mann in Hamburg und hat zwei erwachsene Töchter.

## Beruflicher Werdegang
2002 wechselte Würzberg vom Westdeutschen Rundfunk in Köln zum Norddeutschen Rundfunk (NDR). Dort moderierte sie zunächst in Hannover das Regionalmagazin Hallo Niedersachsen im NDR Fernsehen.
Anschließend war Würzberg als persönliche Referentin des damaligen NDR-Intendanten Jobst Plog tätig und arbeitete in der NDR Fernsehdirektion an der Entwicklung eines strategischen Qualitätsmanagements für den NDR und für die gesamte ARD mit. Zudem war sie sechs Jahre lang Leiterin der Fernsehredaktion Religion und Gesellschaft und stellvertretende Leiterin der NDR-Abteilung Dokumentation und Reportage. In dieser Rolle verantwortete sie zahlreiche Filme für Das Erste und das NDR Fernsehen, entwickelte neue Sendereihen wie die Klosterküche im NDR Fernsehen und profilierte sich als Tagesthemen-Kommentatorin.
Zum 1. November 2020 übernahm Anja Würzberg die Leitung des Radiosenders NDR Kultur. Sie folgte auf Barbara Mirow, die in den Ruhestand ging. Mit Würzberg an der Spitze sollte NDR Kultur verstärkt crossmedial ausgerichtet werden, indem Hörfunk, Fernsehen und Online enger verzahnt werden. Unter dem Leitsatz „Kultur größer denken“ begann sie gemeinsam mit dem gesamten Team, Inhalte für jüngere, digitale kulturinteressierte Zielgruppen zu entwickeln und die NDR Kulturangebote breiter aufzustellen.
Im Juni 2024 stimmte der NDR-Verwaltungsrat der Verlängerung ihres Vertrags als Leiterin des crossmedialen Programmbereichs Kultur zu.

## Engagement
Neben ihren beruflichen Aufgaben engagiert sich Anja Würzberg ehrenamtlich in verschiedenen gemeinwohlorientierten Institutionen. Sie ist Mitglied im Stiftungsrat der Evangelischen Stiftung Alsterdorf, im Stiftungsrat des Klosters Volkenroda in Nordthüringen und im Aufsichtsrat des Gemeinschaftswerks evangelische Publizistik. Zudem engagiert sie sich in der Lehre und im Bibliothekswesen, als Tutorin, als Moderatorin von Veranstaltungen und als Speakerin.